# 493 Griseldis
493 Griseldis este un asteroid din centura principală, descoperit pe 7 septembrie 1902, de Max Wolf.